# C++빌더
C++빌더(C++Builder)는 코드기어(옛 볼랜드)의 C++ 기반 RAD 개발 툴이다. 델파이와 많은 부분을 공유하며, 델파이의 C++ 버전으로 취급된다. 델파이에서 개발된 많은 구성요소들을 C++ 코드로 그대로 사용할 수 있다. 실제로 델파이로 작성된 비주얼 컴포넌트 라이브러리를 별도로 다시 작성하지 않고 그대로 사용하고 있다.
C++빌더는 드래그-앤드-드롭 비주얼 개발환경을 지원하며, 위지윅 GUI 빌더를 포함하는 IDE를 가지고 있다.
C++빌더는 원래 마이크로소프트 윈도우용으로 개발되었으나, Qt 기반의 크로스플랫폼 비주얼 구성요소 라이브러리 볼랜드 CLX를 지원했던 적이 있다. 이 라이브러리를 사용해 개발한 경우 카일릭스로 컴파일 할 수 있다. 하지만 이후 볼랜드는 카일릭스 개발을 중단하고 더 이상 CLX 라이브러리를 지원하지 않는다.
2003년 볼랜드는 C++빌더의 후속작인 C++빌더 X를 준비하였다. 이는 J빌더와 같은 기반을 공유하며 기존의 제품과 많은 차이를 나타낸다. 하지만 이 프로젝트는 상업적으로 성공하지는 못했다. 따라서 델파이 개발 환경의 일부로 포함될 것이라고 볼랜드 사가 2004년에 선언했다.
C++빌더 2006까지는 볼랜드 디벨로퍼 스튜디오에 포함되어 있으며 이후의 버전은 개별적인 C++빌더 제품 및 코드기어 래드 스튜디오에 포함된 패키지 제품 두가지로 판매되고 있다.
볼랜드로부터 독립 조직으로 분리된 코드기어가 엠바카데로에 인수된 이후 2008년에 출시된 버전인 C++빌더 2009에서는 유니코드 지원, TR1, Boost, C++0x 등 C++의 최신 표준 및 트렌드를 광범위하게 지원하여 비주얼 C++ 2008 버전에 비해 표준 준수도가 더 높다. 2009년 출시된 버전인 C++빌더 2010 에서는 윈도우 7 개발을 지원한다.

## 버전 역사
| 연도          | 버전             | 출시자                                            | 대상 플랫폼                  |
| ------------- | ---------------- | ------------------------------------------------- | ---------------------------- |
| 4 Feb. 1997   | 1                | Borland International, Inc.                       | Windows                      |
| 8 Feb. 1998   | 3                | Borland International, Inc.                       | Windows                      |
| 26 Jan. 1999  | 4                | Inprise Corporation                               | Windows                      |
| 30 Jan. 2000  | 5                | Inprise Corporation, Borland Software Corporation | Windows                      |
| 1 Feb. 2002   | 6                | Borland Software Corporation                      | Windows                      |
| 28 Aug. 2003  | X                | Borland Software Corporation                      | Windows, Linux, Solaris      |
| 23 Nov. 2005  | 2006 (10)        | Borland Software Corporation, CodeGear            | Windows                      |
| 5 June 2007   | 2007 (11)        | CodeGear                                          | Windows                      |
| 25 Aug. 2008  | 2009 (12)        | Embarcadero Technologies                          | Windows                      |
| 24 Aug. 2009  | 2010 (14)        | Embarcadero Technologies                          | Windows                      |
| 30 Aug. 2010  | XE (15)          | Embarcadero Technologies                          | Windows                      |
| 31 Aug. 2011  | XE2 (16)         | Embarcadero Technologies                          | Windows, OS X                |
| 4 Sept. 2012  | XE3 (17)         | Embarcadero Technologies                          | Windows, OS X                |
| 22 April 2013 | XE4 (18)         | Embarcadero Technologies                          | Windows, OS X                |
| 11 Sept. 2013 | XE5 (19)         | Embarcadero Technologies                          | Windows, OS X, iOS           |
| 15 April 2014 | XE6 (20)         | Embarcadero Technologies                          | Windows, OS X, iOS, Android  |
| 2 Sept. 2014  | XE7 (21)         | Embarcadero Technologies                          | Windows, OS X, iOS, Android  |
| 7 April 2015  | XE8 (22)         | Embarcadero Technologies                          | Windows, OS X, iOS, Android  |
| 31 Aug. 2015  | 10 Seattle (23)  | Embarcadero Technologies                          | Windows, OS X, iOS, Android  |
| 20 April 2016 | 10.1 Berlin (24) | Embarcadero Technologies                          | Windows, OS X, iOS, Android  |
| 22 March 2017 | 10.2 Tokyo (25)  | Embarcadero Technologies                          | Windows, macOS, iOS, Android |